# Ptychadena longirostris
Ptychadena longirostris é uma espécie de anfíbio da família Ranidae.
Pode ser encontrada nos seguintes países: Costa do Marfim, Gana, Guiné, Libéria, Nigéria, Serra Leoa, e possivelmente Benin, Senegal e Togo.
Os seus habitats naturais são: florestas subtropicais ou tropicais húmidas de baixa altitude, marismas intermitentes de água doce, canais e valas.
Está ameaçada por perda de habitat.